# Museo del Jurásico de Asturias

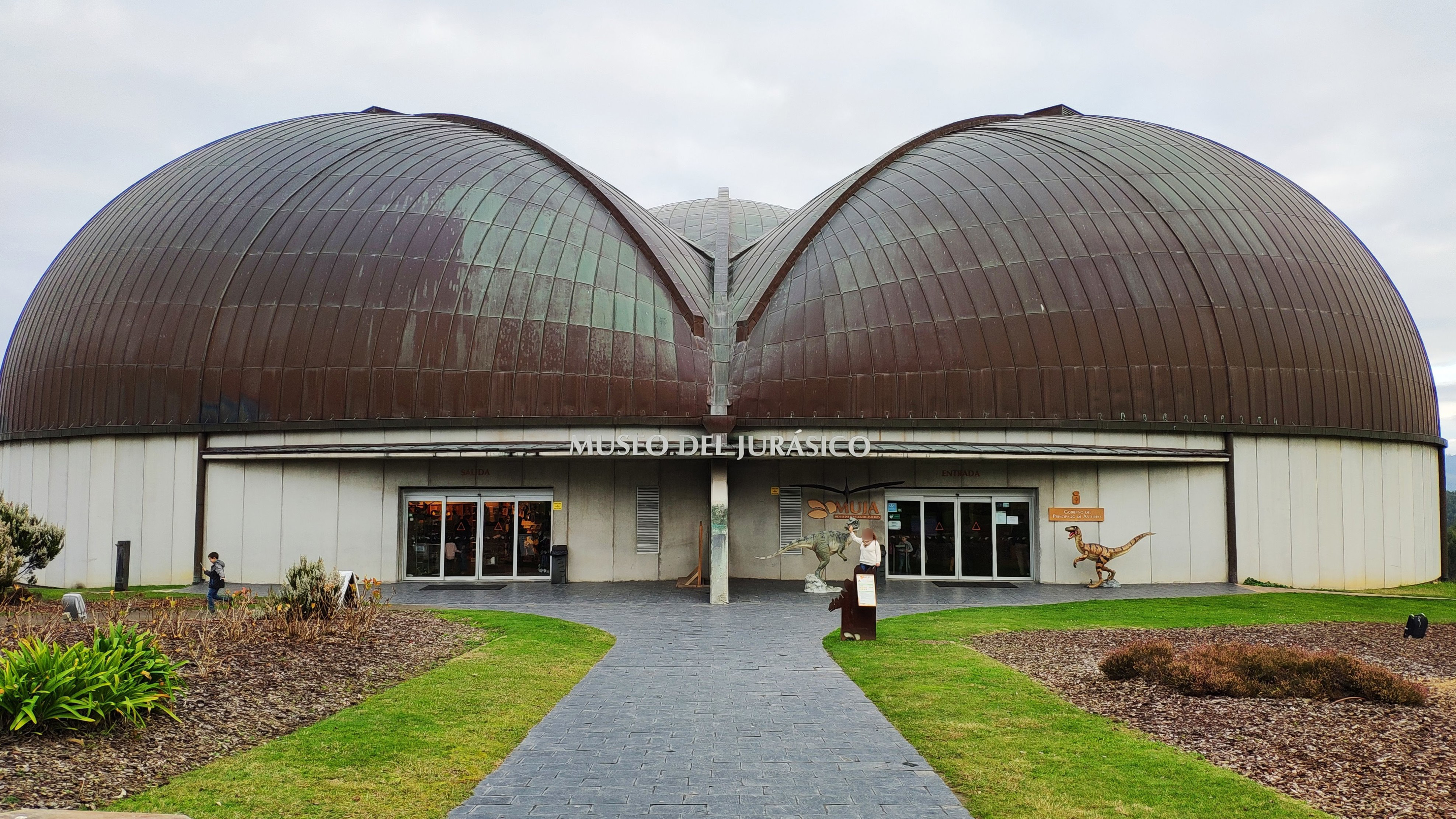
Eingang

Das Museo del Jurásico de Asturias (MUJA), das Jura-Museum von Asturien, ist ein Naturkundemuseum bei Colunga in Asturien. Es wurde 2004 eröffnet.
Das Museum liegt auf einer Anhöhe und blickt auf den Golf von Biskaya. An den Küsten in der Umgebung wurden zahlreiche Dinosaurier-Fußspuren gefunden, die im Museum vertreten sind. Zu den Ausstellungsstücken gehören 8000 Fossilien des Jura aus Asturien und auch zahlreiche lebensgroße Repliken von Dinosauriern und deren Skeletten.

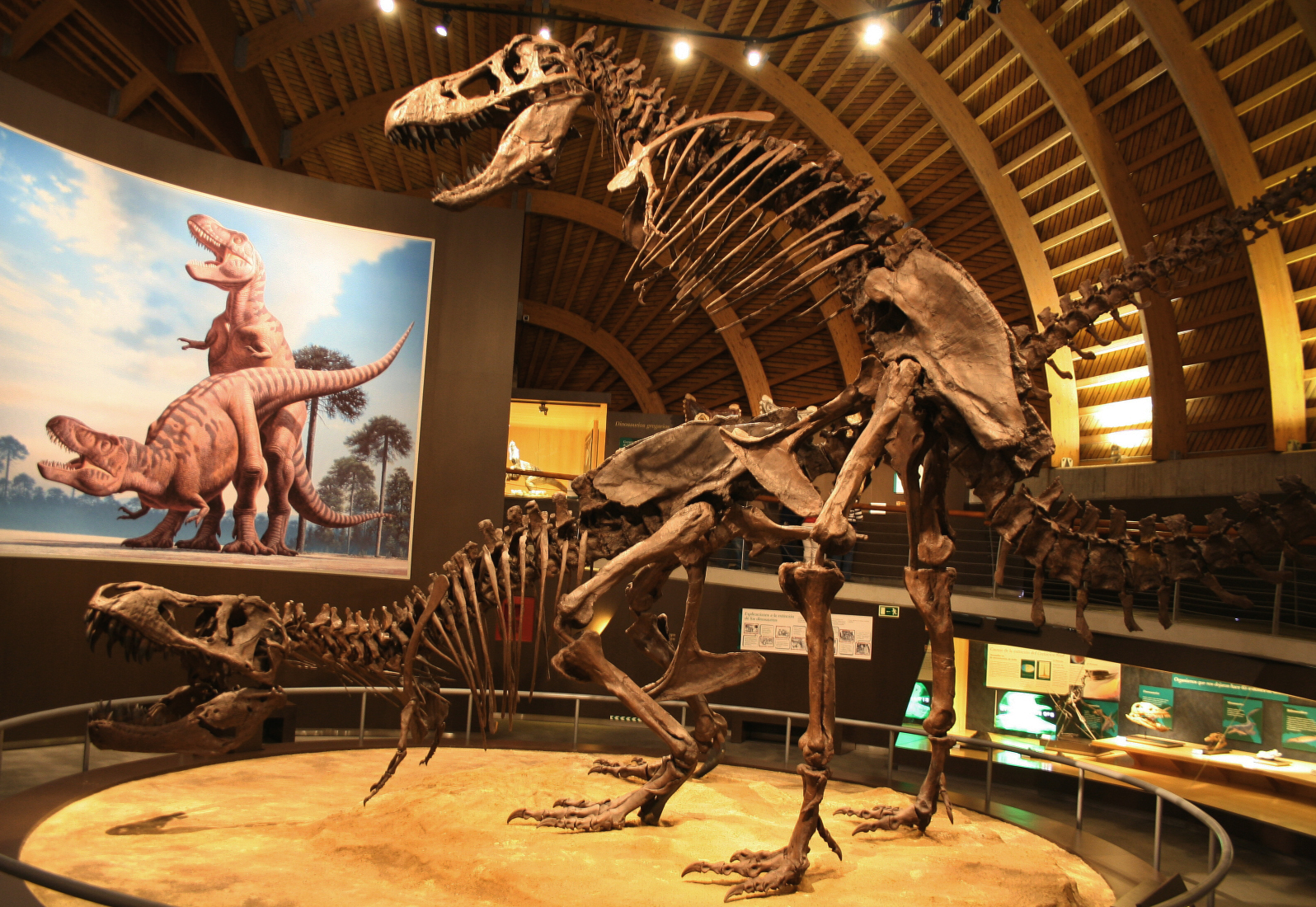
Replik eines Tyrannosaurier-Paares

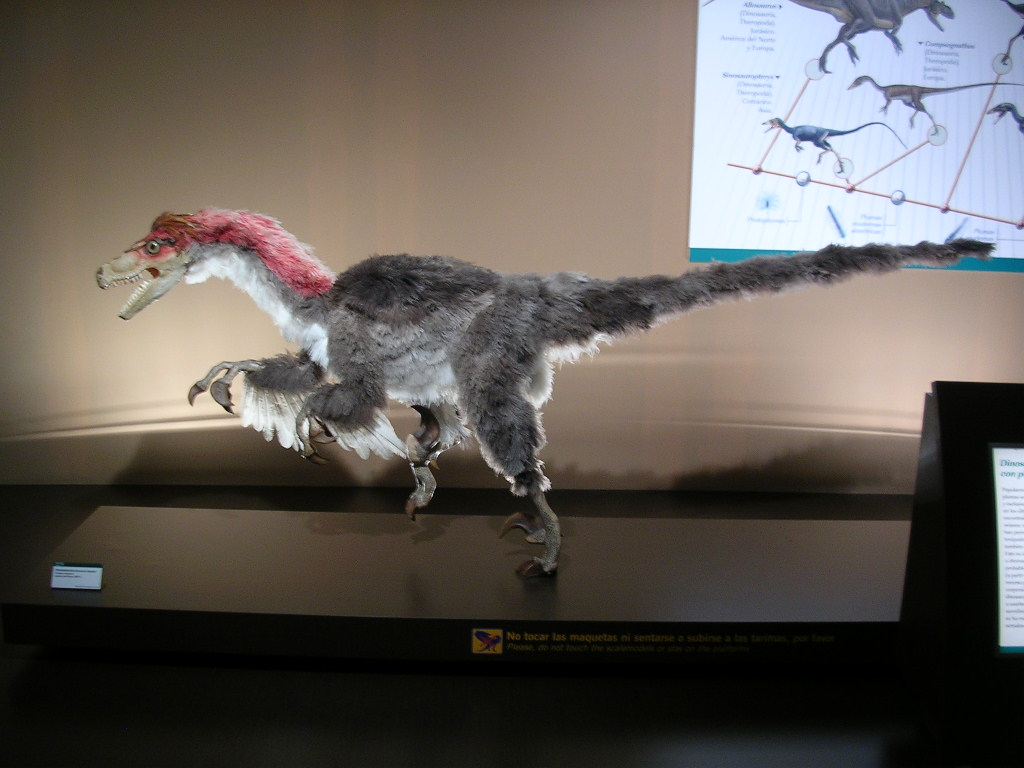
Velociraptor-Modell im Museum

Architekt war Rufino Uribelarrea.